# Sent Estefe de Furçac
Furçac (en francès Saint-Étienne-de-Fursac) és un municipi francès situat al departament de la Cruesa i a la regió de la Nova Aquitània. Es tracta d'un municipi bessó al de Sant-Pierre de Furçac, ja formen un sol nucli urbà. Durant la Revolució francesa foren anomenats Furçac Libre i els habitants utilitzen el terme Furçac per a referir-se a ambdós municipis, com si fossin un de sol.

## Demografia
| 1962                                       | 1968  | 1975 | 1982 | 1990 | 1999 | 2007 |
| ------------------------------------------ | ----- | ---- | ---- | ---- | ---- | ---- |
| 1.248                                      | 1.084 | 882  | 904  | 843  | 816  | 845  |
| Des de 1962: població sense dobles comptes |       |      |      |      |      |      |

## Administració
| Període   | Identitat        | Partit |
| --------- | ---------------- | ------ |
| 1971-1989 | Henri Jannot     |        |
| 1989-2001 | Lucien Trimoulet |        |
| 2001-2008 | Elie Malty       |        |
| 2008-     | Michel Monnet    |        |